# Гіла чорновола
Гіла чорновола (Melanerpes formicivorus) — птах із родини дятлових (Picidae). Відомий своєю здібністю створювати запаси жолудів, розміщуючи їх у створених ним отворах у корі дерева.

## Зовнішній вигляд
Доросла особина має бурувато-чорну голову, спину, крила і хвіст та живіт. Очі білі. Існує невелика частина спини де можливе зелене пір'я. Дорослий самець має червону «шапочку», яка починається з лоба, в той час, як у самиці між лобом та «шапкою» існує чорне пір'я. Розмір дорослого птаха близько 20 см при вазі 85 г.

## Ареал
Віддають перевагу лісовим масивам з присутністю дубів. Зустрічаються на пагорбах прибережних районів Каліфорнії, на південному заході Сполучених Штатів, Південній Колумбії. Цей вид може проживати на низьких висотах північної частини свого ареалу, але рідко нижче ніж 1000 м у Південній Америці.

## Поведінка

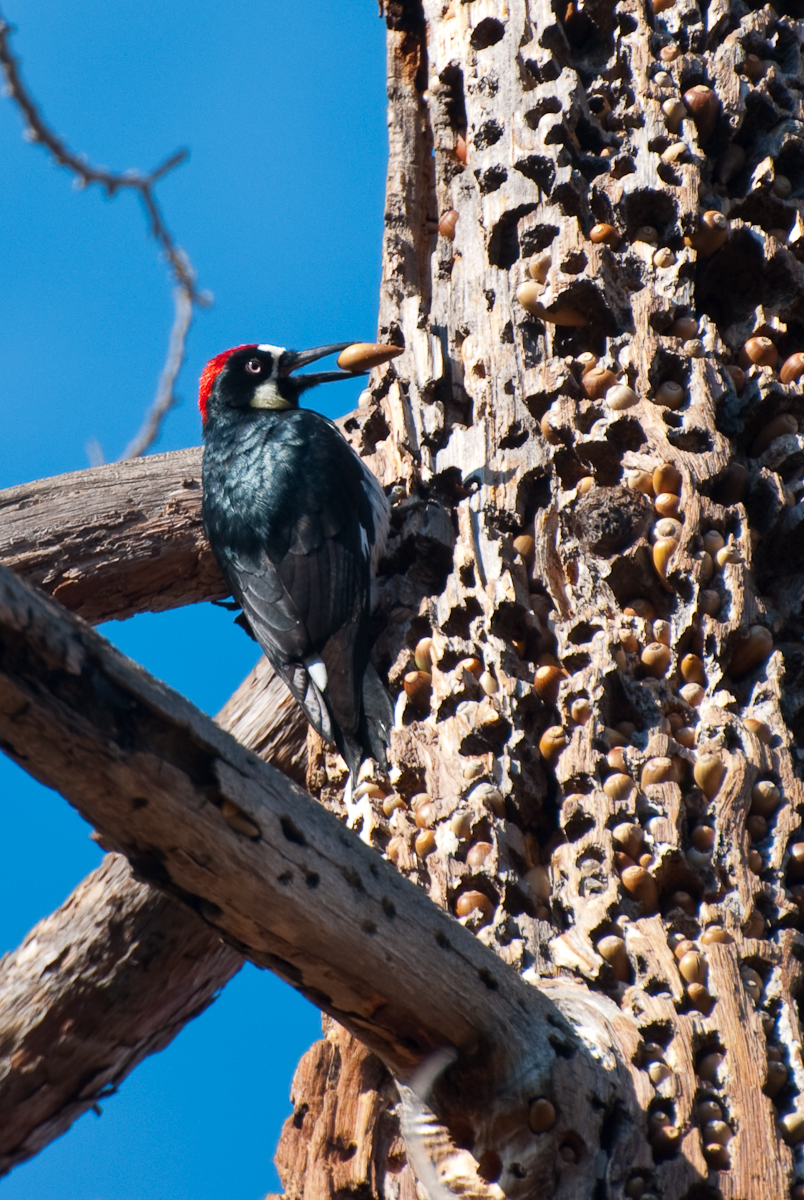
Самець мурашиного дятла біля комірок з жолудями.

Характерною особливістю цього дятла є його спосіб заготівлі жолудів на зиму. Птахи видовбують отвори в стовбурах дерев і складають туди жолуді. Трапляються випадки, коли дятли створювали отвори у телеграфних стовпах, в стінах дерев'яних будинків. В одній жовтій сосні було нараховано 60 тис. отворів з жолудями. Крім жолудів раціон цих птахів складають комахи, горіхи і плоди.
Гіла чорновола живуть групами-сім'ями від трьох до дванадцяти особин. Кожна така група-сім'я має спільну територію, в межах якої знаходяться комірки з жолудями, місця гніздування та збору їжі. В захисті своєї території беруть участь всі дорослі члени сім'ї. Вони ж беруть участь у створені запасів та подальшому їх використанню.

## Розмноження

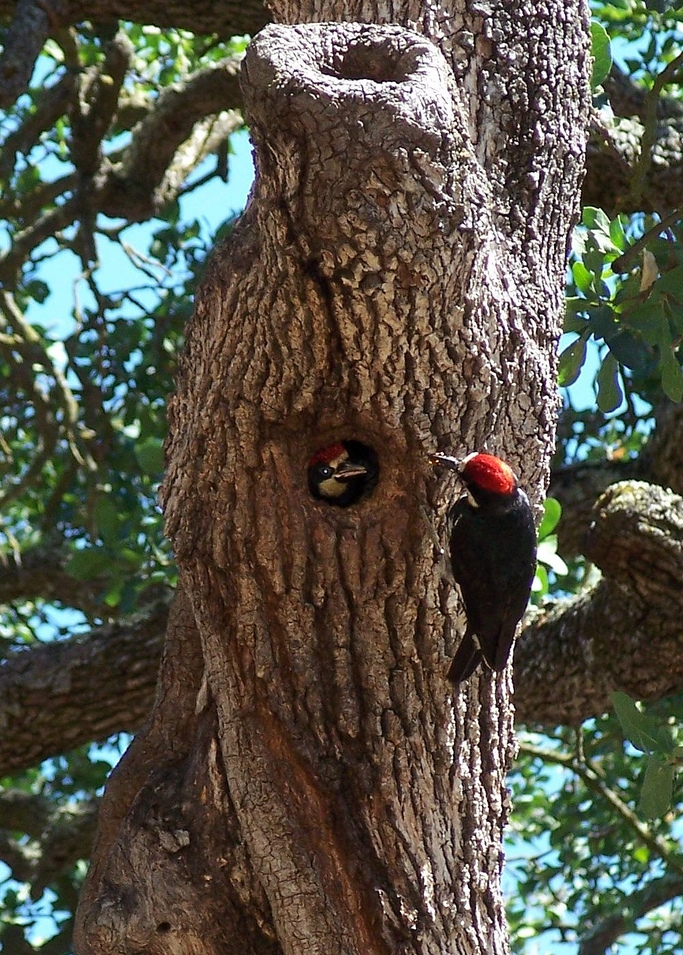
Самець мурашиного дятла годує пташеня

У Каліфорнії період розмноження приходить у травні-липні. В період розмноження від одного до семи самців спарюються з одною — трьома самками, при цьому вони не розбиваються на пари. Самиці відкладають яйця у одне спільне гніздо, де позмінно висиджують пташенят, як у висиджуванні так і надалі догляді за пташенятами беруть участь усі члени зграї.
Гніздяться у дуплах мертвих і живих дерев, які використовуються неодноразово, а протягом багатьох років. Самики відкладають 5 яєць які висиджують протягом від 11-14 днів. Пташенята залишають гніздо і вирушають у перший політ приблизно через 30-32 днів після вилуплення. У догляді за пташенятами можуть брати участь і не статевозрілі особини які були народжені раніше.

## Підвиди
- Melanerpes formicivorus albeolus (Todd, 1910)
- Melanerpes formicivorus angustifrons (S. F. Baird, 1870)
- Melanerpes formicivorus bairdi (Ridgway, 1881)
- Melanerpes formicivorus flavigula (Malherbe, 1849)
- Melanerpes formicivorus formicivorus (Swainson, 1827)
- Melanerpes formicivorus lineatus (Dickey & Van Rossem, 1927)
- Melanerpes formicivorus striatipectus (Ridgway, 1874)